# 라리베르타드주 (페루)

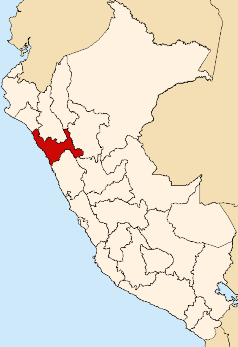
라리베르타드 주의 위치

라리베르타드주(스페인어: Departamento de La Libertad)는 페루 북서부에 위치한 주로 주도는 트루히요이며 면적은 25,499.9km2, 인구는 1,617,050명(2007년 기준)이다.
북쪽으로는 람바예케 주와 카하마르카 주, 아마소나스 주, 동쪽으로는 산마르틴 주, 남쪽으로는 앙카시 주와 우아누코 주, 서쪽으로는 태평양과 접한다. 12개 군과 83개 구를 관할한다.

## 같이 보기
- 1970년 페루 지진